# Oluf Ring
Oluf Ring (Jelling, (Jutlàndia), 24 de desembre, 1884 - Skårup (Svendborg), 26 d'abril, 1946), va ser un compositor danès.
Oluf Ring va treballar com a professor de seminari i va escriure una sèrie de melodies cantables que s'han fet populars. Va tenir un paper central en el treball per enfortir la cançó popular durant els anys al voltant de la Primera Guerra Mundial juntament amb Thomas Laub, Thorvald Aagaard i Carl Nielsen, que va donar lloc a la publicació del "Melodibog de Folkehøjskolen" el 1922.

## Vida i obra
El pare va ensenyar danès i història al Seminari Jelling. Oluf va créixer en una casa musical a l'adreça Skovgade 4, Jelling, amb el llibre de cançons de l'institut com a component permanent. El pare tocava el violí i la mare va motivar als nens a cantar les cançons. Ja de jove, Oluf va aconseguir el seu primer violí i va desenvolupar el primer desig de convertir-se en músic ell mateix. Després d'haver fet l'examen de professor al seminari Jelling, on també havia estat un punt focal com a violinista, compositor i dibuixant de còmics, va sol·licitar feina al sistema escolar de Copenhaguen. A l'associació de secundària, va conèixer a Thorvald Aagaard i es van fer amics de per vida. La seva feina com a professor suplent no va poder impedir que les seves activitats de temps lliure d'estudis avançats de música i formació com a organista i violoncel·lista esdevinguessin progressivament la més important.

## Anys de gira
El setembre de 1907, Oluf Ring va viatjar a Bergen (Noruega) i més tard a Göteborg com a músic amb un grup de músics alemanys. Després de la dissolució d'aquest conjunt, va tocar en diversos llocs de Copenhaguen.

## Noces
El 1910 es va casar amb Marie Enevoldsen, que era germana del seu professor de violoncel. L'any següent va optar a una plaça vacant de professor de música al Seminari de Ribe i, en ser contractat, es va acabar la seva vida itinerant.
Al costat de l'ensenyament, Oluf Ring va treballar per al Musikforlag de Wilhelm Hansen i va escriure diverses composicions. Amb la seva visió professional, va aconseguir unir les paraules i la música de la cançó d'una manera captivadora. Va entendre a través del text i la melodia transmetre un missatge sobre tot allò que és important per a la gent. A Jutlàndia Occidental, la vida musical va florir, i juntament amb l'orquestra amateur "Jyske Spillemænd" Ring va donar diversos concerts, on la interpretació de l'òpera "Svinedrengen" va tenir un èxit particular.

## Viatjar per l'Europa central
Al principi, Ring va fer un viatge d'estudis més a Leipzig, però el seu somni d'una estada d'estudis més llarga no es va fer realitat fins al 1923. Carl Nielsen li va aconsellar que anés a París, on hi havia molts concerts i produccions d'òpera, i Ring es va traslladar a la capital francesa, on va treballar com a organista a l'església per a la congregació danesa alhora que va conèixer la vida musical de la ciutat i els voltants. Ell mateix escoltava i escrivia música. En el viatge de tornada va fer diverses estades a Alemanya, però sobretot després d'un viatge a Beuron, va abandonar els seus plans anteriors de compondre música d'òpera. El cant monàstic l'emocionava profundament, i a partir d'aquell moment va trobar la seva veritable vocació. No havia d'escriure la "gran música", sinó la cristiana, la popular, la danesa, la cançó popular. La tasca de la melodia era portar les paraules endavant.

## Anys a Fionia
El 1930, Oluf Ring es va convertir en professor de música al Skårup State Seminary, i aquí va assolir el seu cim musical. Aquí hi havia un clima musical avantatjós. La cançó popular a l'uníson es va convertir en el seu camp favorit, i va ser convidat per la ràdio a conduir emissions mensuals. Es va convertir en el "Cor d'Oluf Ring", que va emetre les emissions populars "Sing med os" fins que l'ocupació alemanya va aturar les emissions, però van significar que el sòl fos fertilitzat perquè l'Alsang pogués florir durant l'ocupació.
Paral·lelament al seu ensenyament compromès i humorístic als estudiants del seminari i la seva participació en l'extensa vida musical -sovint juntament amb Thorvald Aagaard a Ryslinge- també va publicar un gran nombre de llibrets amb música per a principiants, tots ells amb una finalitat educativa. Les seves nombroses composicions per a cançons daneses es van convertir en la font d'un mite que les va escriure durant els seus passejos pel camp de Fionia amb una partitura lligada a l'estómac.

## Temps passat
Amb el temps, però, els seus compromisos es van fer tan extensos que es va veure obligat a renunciar per motius de salut. Quan va patir una leucèmia, va haver de sol·licitar una baixa per malaltia. El 26 d'abril de 1946, Oluf Ring va morir a l'hospital de Svendborg.

## Honors
S'ha erigit una pedra commemorativa a la seva tomba al cementiri de la circumscripció a Vejstrup, i a Skårup hi ha un Oluf Ringsvej. Va deixar enrere una gran producció musical que inclou melodies per a 235 cançons populars, així com per a 44 cançons infantils. Algunes de les seves cançons s'han inclòs al cançoner de secundària.

## Publicacions
- 1923 Escola Infantil de violí
- 1928 Escola Infantil de Piano
- 1933 Escola d'orgue (juntament amb Finn Viderø)
- 1936 Sing, Dinamarca
- 1936 Obres Melodibogen

## Cançons
- 1915 Se, nu stiger solen af havets skød (Jakob Knudsen)
- 1922 Kær est du fødeland (St. St. Blicher)
- 1922 Når egene knoppes (Chr. Richardt)
- 1922 Sig nærmer tiden (St. St. Blicher)
- 1922 Danmark, nu blunder den lyse nat (Thøger Larsen)
- 1925 Alle mine længsler (Jeppe Aakjær)
- 1927 Våren er i luften (Rasmus Nielsen)
- 1931 Som tørstige hjort (Grundtvig)
- 1935 Hvor smiler fager den danske kyst (Johs. V. Jensen)
- 1937 Sangen har lysning (Bjørnson)
- 1937 Den kedsom vinter gik sin gang (A. Stub)
- 1938 Klokken slår, tiden går (C. J. Brandt)
- 1938 Kærlighed til fædrelandet (Grundtvig)
- 1940 Nu er det længe siden (Jeppe Åkjær)
- 1945 Det er så køhnt, det er så dejle (Karsten Thomsen)